# Kulusjoki (vattendrag, lat 66,52, long 26,13)
Kulusjoki är ett vattendrag i Finland.   Det ligger i landskapet Lappland, i den norra delen av landet, 700 km norr om huvudstaden Helsingfors. Kulusjoki ligger vid sjön Olkkajärvi.